# Incendio en el cerro San Roque de 2014
El incendio forestal en el cerro San Roque ocurrió el 1 de enero de 2014 en la ciudad chilena de Valparaíso. El incendio fue originado accidentalmente por un grupo de menores de edad, el cual dejó más de 20 viviendas destruidas y produjo la evacuación de los vecinos del sector, dejando varios lesionados y 10 hectáreas de vegetación destrozadas.
La región de Valparaíso venía siendo sacudida por incendios la semana pasada,[cita requerida] y se mantenían activos junto a la Ruta CH-68 que une a Valparaíso con Santiago de Chile, en Villa Alemana, en Quintero y en el sector de Belloto Norte del municipio de Quilpué,y otros lugares cerca. Variis bomberos, brigadas de la Corporación Nacional Forestal y Personal Municipal trataban dominarlo, Entre los lesionados también hubo bomberos.
Al incendio concurrieron bomberos de localidades aledañas, un avión y un helicóptero para evitar la propagación del fuego. Los efectos del viento y altas temperaturas podrían haber expandido las llamas al Camino Viejo a Santiago de Chile, pero los bomberos detuvieron el paso del fuego.